# Xuanhan
Xuanhan, tidigare stavat Süanhan, är ett härad som lyder under Dazhous stad på prefekturnivå i Sichuan-provinsen i sydvästra Kina.